# 王思禮
王思禮（？—761年），高句麗人。唐朝將領。
入居營州（今遼寧朝陽），父王虔威為朔方軍將。王思礼少年时便从军旅，從王忠嗣至河西，与哥舒翰同在王忠嗣部下作押牙。哥舒翰升任陇右节度使后，王思礼与中郎周泌同为哥舒翰幕下押衙。攻拔石堡城，以功授右金吾卫将军、關西兵馬使，兼河源军使。唐玄宗天寶十一年（752年）加拜云麾将军。十二年（753年）哥舒翰征讨九曲，思礼军迟到，差点被哥舒翰斩首。哥舒翰大罵後還是打算把王思礼放了，王思礼面无惧色，坦言道：「要殺就殺，叫甚麼叫！」（“斩则斩，却唤何物？”）诸将皆佩服其胆色。十三年，吐蕃苏毗王入贡，玄宗遣哥舒翰前往磨环川接应，而王思礼不慎坠马伤脚。十四年（754年）六月，加金城郡太守。王思禮曾秘密向哥舒翰建議，上表請殺楊國忠，以謝天下。安史之亂爆發時，兼太常卿，充元帅府马军都将，从讨安禄山军。任潼關副使，哥舒翰被俘，王思禮從潼關倉皇奔回，帝命思禮為河西、隴右節度使。與張光晟友好。助宰相战便桥，不利，更为关内行营节度、河西陇右伊西行营兵马使，守武功。收復長安、洛阳後，迁兵部尚书，封霍国公，兼潞、沁等州节度。
唐肃宗乾元元年（758年），总领关中、潞州行营兵三万、骑兵八千，乾元二年（759年），与郭子仪等九节度围安庆绪于相州，諸將皆潰，唯思礼与李光弼两军独全，四月，王思禮破史思明將楊旻於潞城東。不久擊破史思明於直千岭，为河东节度副大使。王思禮擅長出謀划策，不擅長戰陣指揮，但法令嚴整，士兵遵從，當時的人都稱道。（舊唐書《王思禮傳》）杜甫有《八哀诗》第一首《赠司空王公思礼》云：“司空出东胡，童稚刷劲翻。”上元元年（760年），加司空。翌年（761年）卒，追赠太尉。谥武烈。